# 蘇麗珍
蘇麗珍，MH，JP ，香港建制派人物，前任觀塘區議會曉麗選區區議員。

## 簡歷
曾任觀塘區議會副主席（2008－2015）。監警會委員 。報稱獨立候選人參選區議會曉麗選區，實為創建力量副主席。同時任九龍社團聯會主席。
自1999年開始，蘇麗珍一直都是曉麗選區的區議員，並多次連任，一直當了20年區議員。直至2019年香港區議會選舉中落敗，輸給挑戰者張敏峯。
2021年1月31日，曉麗苑居民召開特別業主大會，罷免蘇麗珍業主立案法團主席一職。
2021年9月自動當選成為基層社團選委會代表。

## 政治立場
蘇麗珍於2012年香港行政長官選舉曾經提名梁振英，亦曾經舉辦以學生為對象的論壇，反對佔領中環。，於雨傘革命期間及反修例期間發起支持警察請願。

## 爭議

### 區內活動涉嫌利益衝突
香港01於2017年6月報道，蘇麗珍於擔任觀塘區議員17年期間，亦同為區議會撥款審核工作小組成員。2017年度區內134項地區活動申請中17項都由她擔任主席或顧問等要職的社團獲資助。其中有份申請撥款舉辦回歸嘉年華的寶達婦女會屬九龍婦女聯會，蘇麗珍身為九龍婦女聯會主席未有主動申報關係。記者曾致電蘇麗珍查詢，蘇麗珍則不作回應。

### 落敗後被指阻礙新任議員開設議辦
蘇麗珍於2019年香港區議會選舉落敗，勝出者張敏峯欲申請屋苑內空置的位置作辦事處，被蘇麗珍擔任主席的曉麗苑業主立案法團拒絕。區內有店舖張貼有關訊息，收到蘇麗珍發律師信指控誹謗。店主其後回應指事件搞笑，貼出內容為事實，蘇麗珍確實是不願意開放有關空間。店主又斥蘇麗珍濫用法團資金發律師信，指自己與其他二十多名業主對發律師信一事毫不知情。

### 2020年重選法團風波及侵犯私隱爭議
2020年4月，有曉麗苑業主要求重選業主立案法團並收集足夠業主簽名，身兼法團主席的蘇麗珍未有依例於14日內召開業主特別大會。至5月28日法團管委會舉行常務會議，過百居民到場包圍指罵蘇麗珍。包圍期間，蘇麗珍亦被質疑揭露業主協會資料，侵犯私隱。